# Aloe collenetteae
Aloe collenetteae är en grästrädsväxtart som beskrevs av John Jacob Lavranos. Aloe collenetteae ingår i släktet Aloe och familjen grästrädsväxter.
Artens utbredningsområde är Oman. Inga underarter finns listade i Catalogue of Life.